# Leningrad udelivaet Ameriku Disk 2
Leningrad udelivaet Ameriku Disk 2 (en ruso: 'Ленинград уделывает Америку'). Significa "Leningrad hizo América Disk 2".
Lleva ese nombre porque está compuesto por temas en vivo de recitales realizados en la gira por Estados Unidos en el año 2002. Es la segunda parte de un disco doble, los cuales son los únicos álbumes en vivo oficiales de la banda. Y fueron lanzados a la venta en el año 2003.

## Listado de temas
1. "Алкоголик" - Alkogolik - 2:34
2. "Без тебя" - Bez Tebya - 3:42
3. "Бананы" - Banani - 5:08
4. "Комон эврибади" - Komon Evribadi - 3:09
5. "Я - твой ковбой" - Ya - Tvoy Kovboy - 3:19
6. "СКА" - SKA - 2:24
7. "007" - 3:22
8. "Резиновый мужик" - Rezinoviy Muzhic - 3:04
9. "Звезда рок-н-ролла" - Zvezda Roc-n-Rolla - 3:45
10. "Все это рейв" - Vse Eto Rey' - 5:02
11. "Собака Баскервилей" - Sobaka Baskerviley - 3:14
12. "Шоу-бизнес" - Shou-Biznes - 9:51

- Datos: Q6522607